# Bahnstrecke Köthen–Aken
| Bahnhof Aken (2007) |                      |                           |                           |
| Streckennummer: | 6855                 |                           |                           |
| Kursbuchstrecke (DB): | 342 (2007)           |                           |                           |
| Kursbuchstrecke: | 156b (1934)          |                           |                           |
| Streckenlänge: | 12,5 km              |                           |                           |
| Spurweite: | 1435 mm (Normalspur) |                           |                           |
| Streckenklasse: | CM4                  |                           |                           |
| Streckengeschwindigkeit: | 60 km/h              |                           |                           |
| |                      |                           |                           |
| \| \| \| von Leipzig Hbf \| \| \| \| \| von und nach Aschersleben \| \| \| \| 0,045 \| Köthen \| Köthen \| \| \| \| nach Magdeburg Hbf \| \| \| \| \| nach Dessau Hbf \| \| \| \| 7,668 \| Trebbichau (ehem. Bf) \| Trebbichau (ehem. Bf) \| \| \| 12,492 \| Aken (Elbe) \| Aken (Elbe) \| \| \| 12,5 \| Elbhafen \| Elbhafen \| \| \| \| Industriegebiet Aken Ost[1] \| \| \| \| \| Anschluss Didier-Werke AG \| \| \| \| \| Dessauer Landstraße \| \| \| \| \| Gleisende \| \| |                      |                           |                           |
| Strecke |                      | von Leipzig Hbf           | von Leipzig Hbf           |
| Abzweig geradeaus, nach links und von links |                      | von und nach Aschersleben | von und nach Aschersleben |
| Bahnhof | 0,045                | Köthen                    | Köthen                    |
| Abzweig geradeaus und nach links |                      | nach Magdeburg Hbf        | nach Magdeburg Hbf        |
| Abzweig geradeaus und nach rechts |                      | nach Dessau Hbf           | nach Dessau Hbf           |
| Haltepunkt / Haltestelle | 7,668                | Trebbichau (ehem. Bf)     | Trebbichau (ehem. Bf)     |
| Bahnhof | 12,492               | Aken (Elbe)               | Aken (Elbe)               |
| Abzweig geradeaus und von links | 12,5                 | Elbhafen                  | Elbhafen                  |
| |                      | Industriegebiet Aken Ost  |                           |
| Abzweig geradeaus und nach links (Strecke außer Betrieb) |                      | Anschluss Didier-Werke AG | Anschluss Didier-Werke AG |
| Brücke (Strecke außer Betrieb) |                      | Dessauer Landstraße       | Dessauer Landstraße       |
| |                      | Gleisende                 |                           |

Die Bahnstrecke Köthen–Aken ist eine Nebenbahn in Sachsen-Anhalt. Sie verbindet den Hafen und die Stadt Aken über Trebbichau mit dem Bahnhof der Kreisstadt Köthen an der Bahnstrecke Magdeburg–Leipzig.

## Geschichte

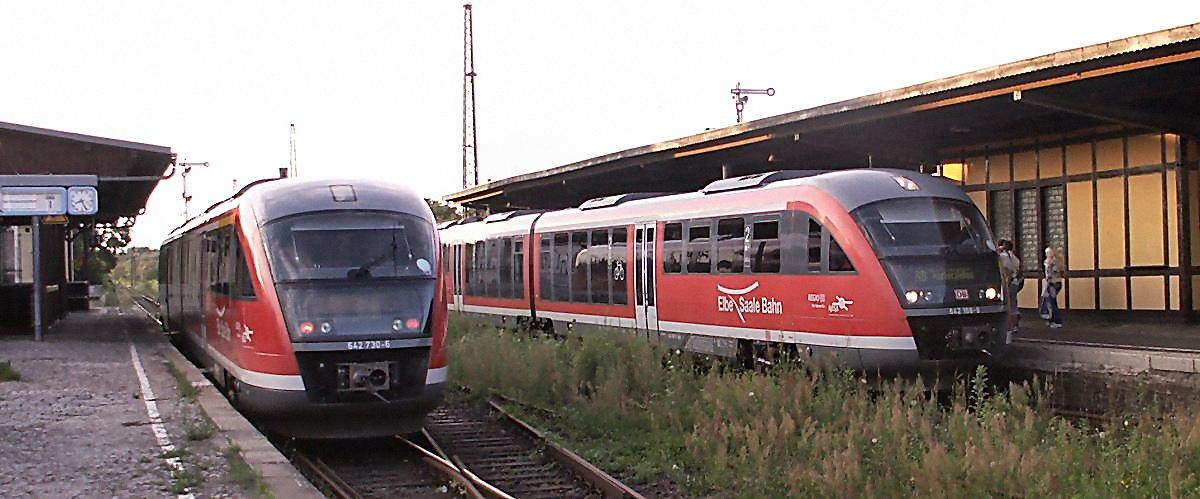
Bahnhof Köthen (2007)

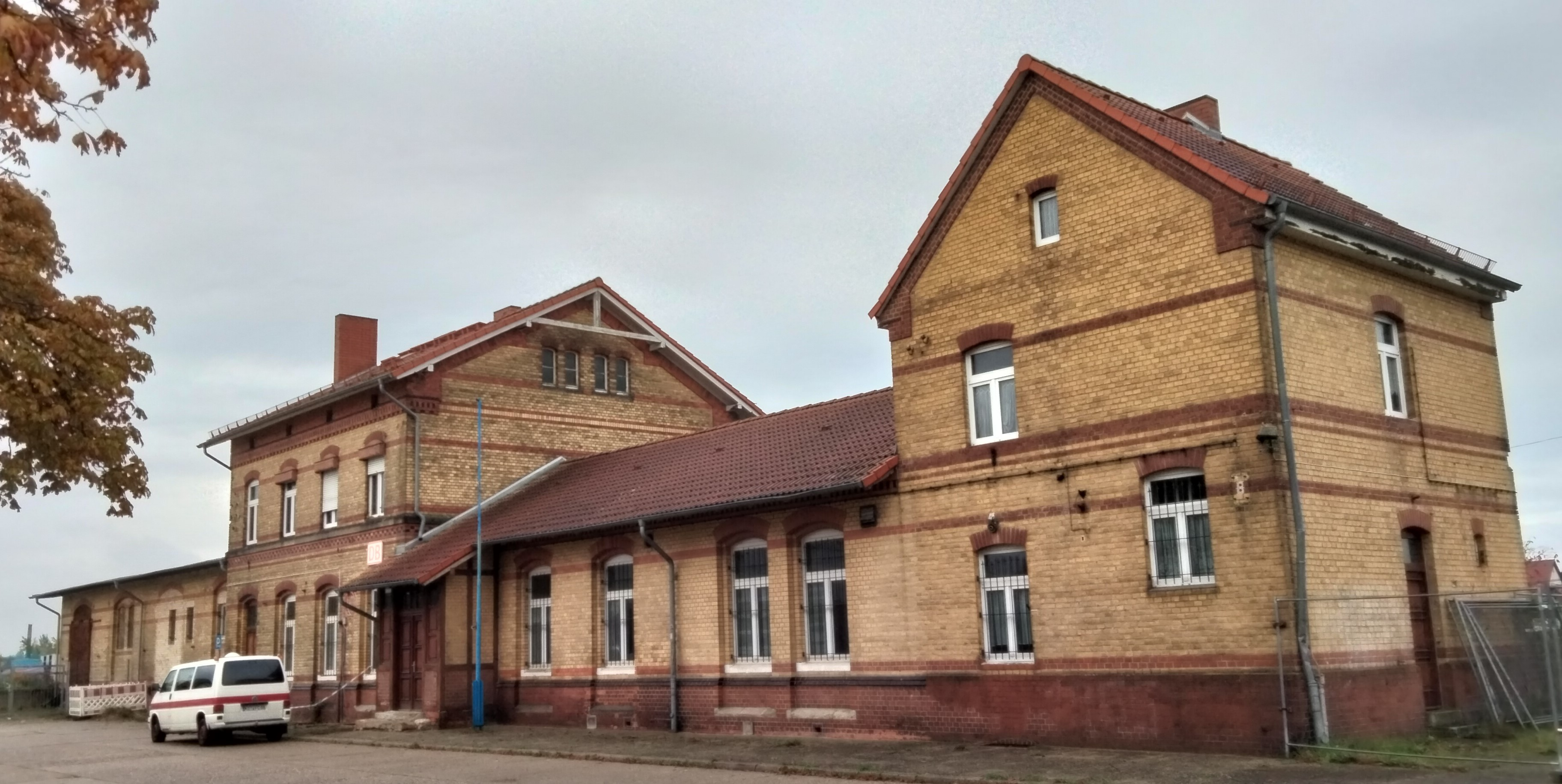
Bahnhof Aken 2023

Im Jahr 1865 sollte ein Eisenbahnkomitee die Möglichkeiten für den Bahnbau nach Aken ausloten. Dafür kamen mehrere Ausgangsorte für die Nebenbahn in Betracht. Weil Aken in Preußen lag, wurde zunächst überlegt, das zwischen Wulfen und Köthen an der Strecke aus Magdeburg gelegene und ebenfalls preußische Maxdorf, als Ausgangspunkt der Bahn zu wählen. Dort gab es allerdings keinen Bahnhof. Fachleute rieten dazu, die Stadt Köthen im Herzogtum Anhalt als Ausgangspunkt zu wählen. Außerdem wurde noch Elsnigk in Erwägung gezogen. In Köthen stießen diese Pläne auf heftige Kritik. Es kam vorerst nicht zum Bau einer Bahnstrecke nach Aken. Eine solche Bahn hätte als eigenständiges Unternehmen gegründet und betrieben werden müssen. Doch dafür waren die Kosten zu hoch. Damalige Wirtschaftlichkeitsberechnungen prognostizierten allerdings, dass sich eine Hafenbahn rentiere. Man suchte jedoch ständig nach Geldgebern. Ein bereits beauftragter Unternehmer zog seine Finanzierung zurück.
Mittlerweile waren viele große Eisenbahngesellschaften verstaatlicht worden. Der Akener Bürgermeister wendete sich im Juli 1880 an die preußische Regierung, den Bau zu übernehmen. Schon einige Zeit später wurden Verträge bezüglich Boden, Gelände und Finanzierung erarbeitet. Das Gelände war flach und eben. Das führte zu günstigen Entschädigungen. Um Kosten einzusparen, wurde die Strecke von Aken so geführt, dass sie südöstlich von Elsdorf in die Bahnstrecke Dessau–Köthen einmündete. So mussten nur etwa 9,8 Kilometer neu gebaut werden. Die Dessau-Köthener Strecke wurde zudem auf 2,5 Kilometer mitgenutzt. Zum Bahnbau wurde am 24. September 1887 zwischen Preußen und Anhalt ein Staatsvertrag geschlossen. Die landespolizeiliche Abnahme fand auf den Tag genau ein Jahr später statt. Kurz danach begannen die Bauarbeiten.
Die Strecke aus Aken endete im Berlin-Halberstädter Bahnhof Köthen. Dazu wurden ein neuer Bahnsteig angelegt und der Fußgängertunnel am Bahnhof verlängert. Eine für den Bau zuständige Firma aus Uelzen schloss die Arbeiten im April 1890 ab, so dass die Strecke im Mai 1890 eröffnet werden konnte. Dazu kam es dann am 1. Mai 1890, als gegen 13:00 Uhr der erste Zug in Köthen abfuhr. In Aken wurde der Tag mit großer Begeisterung gefeiert. Der Köthener Oberbürgermeister nahm an der Feier nicht teil.
Im Personenverkehr fuhren zunächst täglich fünf Zugpaare. Eines davon war ein Güterzug mit Personenbeförderung, der aufgrund der Sparmaßnahmen lediglich eine Metermasse von 25 Kilogramm aufwies. Daher mussten alsbald leichte Lokomotiven durch stärkere ersetzt werden. Der Fahrpreis für die vierte Klasse betrug 30 Pfennig. 1908 gab es seitens des Akener Magistrats Bestrebungen, die Strecke bis nach Zerbst oder Loburg zu verlängern. Preußische Dienststellen lehnten dieses Vorhaben zunächst ab, weil die Bahnstrecke Wiesenburg–Roßlau schon in Planung war. Der bald darauf ausbrechende Erste Weltkrieg verhinderte alle Bauvorhaben. Am 2. September 1916 fuhr der letzte Zug im Berlin-Halberstädter Bahnhof in Köthen nach Aken ab. Dieser Bahnhof wurde danach endgültig geschlossen.
Die insbesondere für den Güterverkehr zum Akener Elbehafen wichtige Strecke konnte am 1. Mai 1890 eröffnet werden. Ihr höchstes Transportaufkommen im Personen- und Güterverkehr erreichte die Strecke zu DDR-Zeiten. Wie auf vielen Nebenstrecken in Ostdeutschland sanken bei der Verbindung Köthen–Aken nach der Wende 1989 die Fahrgastzahlen. Der Güterverkehr ging ebenfalls zurück. Erste Diskussionen über die Stilllegung der Strecke kamen Anfang der 1990er Jahre auf. Doch im Winter 1993/94 wurde der Oberbau erneuert, denn der Hafen in Aken erforderte einen Bahnanschluss. Die NASA, die Stadt Köthen und der Landkreis Köthen waren bemüht, die Fahrgastzahlen zu erhöhen.
Mit dem Fahrplanwechsel im Dezember 2006 bezog DB Regio den Betrieb auf der Strecke in das Netz der Marke Elbe-Saale-Bahn ein. Damit kamen auch moderne Fahrzeuge zum Einsatz.
Der Personenverkehr wurde wegen geringer Fahrgastzahlen zum 9. Dezember 2007 eingestellt. Zuletzt fuhren die Züge werktags im Stundentakt, am Wochenende zweistündlich mit Triebwagen der Baureihe 642 der Elbe Saale Bahn. Güterverkehr zum Hafen in Aken findet bei Bedarf weiterhin statt. Gelegentlich erfolgen auch Sonderfahrten im Personenverkehr.
Wegen des defizitären Betriebs wollte DB Netz im Jahr 2011 die Strecke abgeben. Nachdem die Übernahmeverhandlungen mit dem Hauptnutzer Hafenbetrieb Aken gescheitert waren, veröffentlichte das Unternehmen Mitte Juni 2011 eine Ausschreibung zur Übernahme durch andere Eisenbahninfrastrukturunternehmen. Diese gewann die Deutsche Regionaleisenbahn, wobei die Strecke von der Tochtergesellschaft Bayerische Regionaleisenbahn betrieben wird. Da im Bahnhof Aken alle Nebengleise gesperrt sind, ist ein Umsetzen von Lokomotiven nur noch auf dem daran anschließenden Netz des Hafenbetriebs Aken möglich. Bis dorthin müssen aufgrund der Sperrung der Bahnsteige durch DB Station&Service auch alle Sonderzüge fahren.
Im September 2024 schrieb die Deutsche Regionaleisenbahn die Strecke im Rahmen eines Stilllegungsverfahrens zur Übernahme aus, da sich laut Ausschreibung der Betrieb nicht kostendeckend durchführen lässt. Im Jahr 2023 standen Einnahmen von 800 € aus Streckennutzungsentgelten Ausgaben von circa 60.000 € für Streckeninstandhaltung gegenüber. Dieses Defizit wird durch anstehende Investitionen weiter ansteigen.